# Георги Дерманчев
Георги Василев Дерманчев е български офицер (полковник), участник в Сръбско-българска война (1885), Балканската (1912 - 1913) и Междусъюзническата война (1913).

## Биография
Георги Дерманчев е роден на 11 януари 1857 година (30 декември 1856 стар стил) в Ташбунар, Бесарабия в семейството на преселници. Учи в Болградската гимназия и при обявяването на Руско-турската война (1877 - 1878) се записва доброволец и се сражава в боевете при Шипка. След Освобождението се записва в първия випуск на Военното училище в София и през 1879 година завършва и е произведен в чин подпоручик. През 1883 година завършва Военната академия в Русия.
По време на Сръбско-българската война (1885) ротмистър Дерманчев е началник-щаб на Северния отряд и е пръв помощник на коменданта на Видинската крепост. По време на боевете при Лом и Белоградчик командва колона. С поверените му части участва в боя при Гайтанци (15 ноември). За заслуги във войната е награден с княжеский орден „Св Александър“ V степен.
Дерманчев взема участие в детронацията на княз Александър I Батенберг, за което е уволнен от армията и емигрира в Русия. След решаването на т.нар. „емигрантски въпрос“ (1898) се завръща в България и отново постъпва на служба.
По време на Балканската война (1912 - 1913) Георги Дерманчев е мобилизиран в щаба на 8-а пехотна дивизия е началник на съобщенията и етапите на 3-та армия.. Взема участие в атаката на Чаталджанската позиция.
По време на Първата световна война (1915 - 1918) подписва протеста до цар Фердинанд по повод въвличането на България във войната на страната на Централните сили.
Полковник Георги Дерманчев умира на 12 януари 1927 г. в София.

## Военни звания
- Прапоршчик (10 май 1879)
- Подпоручик (1 ноември 1879, преименуван)
- Поручик (30 август 1882)
- Капитан (30 август 1885)
- Майор (1898)
- Подполковник (1904)
- Полковник (15 декември 1907)

## Награди
- Княжеский орден „Св Александър“ V степен